# Prioria copaifera
Prioria copaifera o cativo es una especie de árbol de flor de la familia Fabaceae, nativa de las regiones tropicales de América Central y América del Sur, donde habita en los estuarios de mareas detrás de la línea de manglares. La especie crece desde Nicaragua hasta Colombia y también se la encuentra en Jamaica. 

## Resina
La madera de este árbol libera una resina negra al ser cortada. Las abejas euglosinas recolectan esta resina para construir sus nidos.

## Madera
La madera es utilizada para carpintería y fabricación de muebles.

## Conservación
En Costa Rica este árbol es protegido ya que se lo considera una especie amenazada.